# Apanteles galleriae
Apanteles galleriae är en stekelart som beskrevs av Wilkinson 1932. Apanteles galleriae ingår i släktet Apanteles och familjen bracksteklar. Inga underarter finns listade i Catalogue of Life.